# Tymbira brunnea
Tymbira brunnea är en spindelart som beskrevs av Cândido Firmino de Mello-Leitão 1944. 
Tymbira brunnea ingår i släktet Tymbira och familjen mörkerspindlar. Inga underarter finns listade i Catalogue of Life.